# Nicholas Opoku
Nicholas Opoku (Kumasi, 11 agosto 1997) è un calciatore ghanese, difensore del Kasımpaşa e della nazionale ghanese.
Berekum Chelseaputa due stagioni. Acquistato nel 2017 dal Club Africain, il 13 luglio 2018 passa all'Udinese, legandosi al club friulano con un quadriennale. Ha esordito in Serie A con la maglia dell'Udinese il 26 agosto 2018 nella partita vinta contro la Sampdoria, sostituendo Valon Behrami nei minuti di recupero.
In un anno e mezzo a Udine trova poco spazio, indi per cui il 28 gennaio 2020 viene ceduto in prestito all'Amiens in Francia.
Il 28 agosto seguente fa ritorno al club francese, retrocesso in Ligue 2.

## Nazionale
Ha giocato nelle nazionali giovanili ghanesi Under-17 ed Under-20.
Ha debuttato con la nazionale maggiore ghanese il 1º luglio 2017, nell'amichevole persa per 2-1 contro gli Stati Uniti.

## Statistiche

### Presenze e reti nei club
Statistiche aggiornate al 21 febbraio 2025.
| Stagione               | Squadra                | Campionato             | Campionato | Campionato | Coppe nazionali | Coppe nazionali | Coppe nazionali | Coppe continentali | Coppe continentali | Coppe continentali | Altre coppe | Altre coppe | Altre coppe | Totale | Totale |
| Stagione               | Squadra                | Comp                   | Pres       | Reti       | Comp            | Pres            | Reti            | Comp               | Pres               | Reti               | Comp        | Pres        | Reti        | Pres   | Reti   |
| ---------------------- | ---------------------- | ---------------------- | ---------- | ---------- | --------------- | --------------- | --------------- | ------------------ | ------------------ | ------------------ | ----------- | ----------- | ----------- | ------ | ------ |
| 2016                   | Berekum Chelsea        | PL                     | 19         | 1          | CG              | 0               | 0               | -                  | -                  | -                  | -           | -           | -           | 19     | 1      |
| 2017                   | Berekum Chelsea        | PL                     | 19         | 1          | CG              | 0               | 0               | -                  | -                  | -                  | -           | -           | -           | 19     | 1      |
| Totale Berekum Chelsea | Totale Berekum Chelsea | Totale Berekum Chelsea | 38         | 2          |                 | 0               | 0               |                    | -                  | -                  |             | -           | -           | 38     | 2      |
| 2017-2018              | Club Africain          | CLP                    | 18         | 0          | CT              | 2               | 0               | CCL                | 4                  | 0                  | -           | -           | -           | 24     | 0      |
| 2018-2019              | Udinese                | A                      | 12         | 0          | CI              | 0               | 0               | -                  | -                  | -                  | -           | -           | -           | 12     | 0      |
| 2019-gen.2020          | Udinese                | A                      | 7          | 0          | CI              | 3               | 0               | -                  | -                  | -                  | -           | -           | -           | 10     | 0      |
| Totale Udinese         | Totale Udinese         | Totale Udinese         | 19         | 0          |                 | 3               | 0               |                    | -                  | -                  |             | -           | -           | 22     | 0      |
| gen.-giu. 2020         | Amiens                 | L1                     | 7          | 0          | CF+CdL          | -               | -               | -                  | -                  | -                  | -           | -           | -           | 7      | 0      |
| 2020-2021              | Amiens                 | L2                     | 27         | 0          | CF              | 2               | 0               | -                  | -                  | -                  | -           | -           | -           | 29     | 0      |
| 2021-2022              | Amiens                 | L2                     | 8          | 0          | CF              | 0               | 0               | -                  | -                  | -                  | -           | -           | -           | 8      | 0      |
| 2022-2023              | Amiens                 | L2                     | 34         | 0          | CF              | 1               | 0               | -                  | -                  | -                  | -           | -           | -           | 35     | 0      |
| 2023-2024              | Amiens                 | L2                     | 23         | 0          | CF              | 0               | 0               | -                  | -                  | -                  | -           | -           | -           | 23     | 0      |
| Totale Amiens          | Totale Amiens          | Totale Amiens          | 99         | 0          |                 | 3               | 0               |                    | -                  | -                  |             | -           | -           | 102    | 0      |
| 2024-2025              | Kasımpaşa              | SL                     | 19         | 0          | TK              | 0               | 0               | -                  | -                  | -                  | -           | -           | -           | 19     | 0      |
| Totale carriera        | Totale carriera        | Totale carriera        | 186        | 2          |                 | 8               | 0               |                    | 4                  | 0                  |             | -           | -           | 198    | 2      |

### Cronologia presenze e reti in nazionale
| Cronologia completa delle presenze e delle reti in nazionale ― Ghana | Cronologia completa delle presenze e delle reti in nazionale ― Ghana | Cronologia completa delle presenze e delle reti in nazionale ― Ghana | Cronologia completa delle presenze e delle reti in nazionale ― Ghana | Cronologia completa delle presenze e delle reti in nazionale ― Ghana | Cronologia completa delle presenze e delle reti in nazionale ― Ghana | Cronologia completa delle presenze e delle reti in nazionale ― Ghana | Cronologia completa delle presenze e delle reti in nazionale ― Ghana |
| Data                                                                 | Città                                                                | In casa                                                              | Risultato                                                            | Ospiti                                                               | Competizione                                                         | Reti                                                                 | Note                                                                 |
| -------------------------------------------------------------------- | -------------------------------------------------------------------- | -------------------------------------------------------------------- | -------------------------------------------------------------------- | -------------------------------------------------------------------- | -------------------------------------------------------------------- | -------------------------------------------------------------------- | -------------------------------------------------------------------- |
| 1-7-2017                                                             | East Rutherford                                                      | Stati Uniti                                                          | 2 – 1                                                                | Ghana                                                                | Amichevole                                                           | -                                                                    | 40’                                                                  |
| 7-10-2017                                                            | Kampala                                                              | Uganda                                                               | 0 – 0                                                                | Ghana                                                                | Qual. Mondiali 2018                                                  | -                                                                    | 71’                                                                  |
| 10-10-2017                                                           | Jeddah                                                               | Arabia Saudita                                                       | 0 – 3                                                                | Ghana                                                                | Amichevole                                                           | -                                                                    | 86’                                                                  |
| 30-5-2018                                                            | Yokohama                                                             | Giappone                                                             | 0 – 2                                                                | Ghana                                                                | Amichevole                                                           | -                                                                    |                                                                      |
| 7-6-2018                                                             | Reykjavík                                                            | Islanda                                                              | 2 – 2                                                                | Ghana                                                                | Amichevole                                                           | -                                                                    |                                                                      |
| 8-9-2018                                                             | Nairobi                                                              | Kenya                                                                | 1 – 0                                                                | Ghana                                                                | Qual. Coppa d'Africa 2019                                            | -                                                                    |                                                                      |
| 26-3-2019                                                            | Accra                                                                | Ghana                                                                | 3 – 1                                                                | Mauritania                                                           | Amichevole                                                           | -                                                                    |                                                                      |
| 9-10-2020                                                            | Antalya                                                              | Mali                                                                 | 3 – 0                                                                | Ghana                                                                | Amichevole                                                           | -                                                                    | 66’                                                                  |
| 12-11-2020                                                           | Cape Coast                                                           | Ghana                                                                | 2 – 0                                                                | Sudan                                                                | Qual. Coppa d'Africa 2021                                            | -                                                                    | 69’                                                                  |
| 17-11-2020                                                           | Omdurman                                                             | Sudan                                                                | 1 – 0                                                                | Ghana                                                                | Qual. Coppa d'Africa 2021                                            | -                                                                    |                                                                      |
| 25-3-2021                                                            | Johannesburg                                                         | Sudafrica                                                            | 1 – 1                                                                | Ghana                                                                | Qual. Coppa d'Africa 2021                                            | -                                                                    |                                                                      |
| 28-3-2021                                                            | Kumasi                                                               | Ghana                                                                | 3 – 1                                                                | São Tomé e Príncipe                                                  | Qual. Coppa d'Africa 2021                                            | 1                                                                    |                                                                      |
| 8-6-2021                                                             | Rabat                                                                | Marocco                                                              | 1 – 0                                                                | Ghana                                                                | Amichevole                                                           | -                                                                    |                                                                      |
| 12-9-2023                                                            | Accra                                                                | Ghana                                                                | 3 – 1                                                                | Liberia                                                              | Amichevole                                                           | -                                                                    |                                                                      |
| 14-10-2023                                                           | Charlotte                                                            | Messico                                                              | 2 – 0                                                                | Ghana                                                                | Amichevole                                                           | -                                                                    |                                                                      |
| 17-10-2023                                                           | Nashville                                                            | Stati Uniti                                                          | 4 – 0                                                                | Ghana                                                                | Amichevole                                                           | -                                                                    |                                                                      |
| 17-11-2023                                                           | Kumasi                                                               | Ghana                                                                | 1 – 0                                                                | Madagascar                                                           | Qual. Mondiali 2026                                                  | -                                                                    |                                                                      |
| 21-11-2023                                                           | Iconi                                                                | Comore                                                               | 1 – 0                                                                | Ghana                                                                | Qual. Mondiali 2026                                                  | -                                                                    |                                                                      |
| Totale                                                               |                                                                      | Presenze                                                             | 18                                                                   |                                                                      | Reti                                                                 | 1                                                                    |                                                                      |

## Palmarès

### Club

#### Competizioni nazionali
- Coppa di Tunisia: 1

Club Africain: 2017-2018